# Hyloxalus faciopunctulatus
Hyloxalus faciopunctulatus – gatunek płaza bezogonowego z rodziny drzewołazowatych (Dendrobatidae), występującego jedynie w północno-zachodniej Ameryce Południowej.

## Występowanie
Omawiany tu przedstawiciel płazów bezogonowych występuje na pewno w skrajnie południowej Kolumbii, a być może także na przyległych terenach Peru i Brazylii. Jak dotąd znany jest tylko z miejsca typowego – Puerto Nariño w departamencie Amazonas.
Żyje on na dnie nizinnych lasów tropikalnych i pośród bagien.

## Rozmnażanie
Jaja składane są przez samicę na ściółce leśnej. Prawdopodobnie dalszą opiekę nad nimi sprawuje samiec, który po wykluciu się z nich kijanek transportuje je do niewielkich zbiorników wodnych, gdzie mogą ulec przeobrażeniu (przeobrażenie zupełne).

## Status zagrożenia
W Czerwonej księdze gatunków zagrożonych IUCN Hyloxalus faciopunctulatus od 2004 roku klasyfikowany jest jako gatunek niedostatecznie rozpoznany (DD, ang. Data Deficient). Potencjalnym zagrożeniem dla gatunku jest niszczenie środowiska naturalnego na skutek działalności człowieka (a dokładniej rozwój rolnictwa), jednak nie wiadomo w jakim stopniu wpływa ono na populację tego płaza, gdyż w okolicy istnieje wiele dogodnych dla niego siedlisk.